# Oktober (Film)
Oktober ist ein Stumm- und Propagandafilm des Regisseurs Sergei Eisenstein aus dem Jahre 1928. Er wurde anlässlich des zehnten Jahrestags der russischen Revolution gedreht. Der vollständige Titel ist: Oktober. Zehn Tage, die die Welt erschütterten (russisch: Октябрь / Десять дней, которые потрясли мир) nach dem Buch Zehn Tage, die die Welt erschütterten von John Reed.

## Handlung
Der Film stellt die Vorgänge vor und bei der Oktoberrevolution von 1917 aus Sicht der Bolschewisten in suggestiven Bildern dar. Der Reichtum der bisherigen zaristischen Herrschaft wird wiederholt dargestellt.
Außerdem kommt die neuartige Montagetechnik an mehreren Stellen zum Tragen. Am berühmtesten ist hier eine Szene, in der der Leiter der Übergangsregierung Kerenski in raschen Bildwechseln mit einem mechanischen Pfau verglichen wird. Hinzu kommt eine napoleonische Pose und eine suggestive Darstellung der zaristischen Herrschaftsinsignien, welche Kerenski als dem alten Regime anhängender Volksverräter entlarven sollen. Nach dem Signal von der Aurora wird das Winterpalais mit der Provisorischen Regierung eingenommen. Der an der Erstürmung beteiligte Sekretär des Petrograder Militärrevolutionären Komitees, Antonow-Owsejenko, erklärt sie für abgesetzt. Die letzte Szene zeigt Lenin am Rednerpult: Lang lebe die Welt! Die Revolution der Arbeiter und Bauern ist beendet! Nach diesen beiden Tafeln endet der rekonstruierte Film.

## Hintergrund
Die Musik stammte von Edmund Meisel und Dmitri Schostakowitsch. Die Uraufführung fand am 14. März 1928 im Bolschoi-Theater in Moskau statt, die deutsche Premiere am 2. April 1928 im Tauentzienpalast in Berlin. Da man einen ähnlich pathetischen Film wie Panzerkreuzer Potemkin erwartet hatte, reagierte das Publikum auf das komplexe und ironische Werk irritiert und ablehnend. Die sowjetischen Kritiker warfen Eisenstein vor, Oktober sei zu anspruchsvoll, zu intellektuell, zu unverständlich und zu ästhetisierend; das Werk entspreche daher nicht dem Geist der kommunistischen Revolution.
Der Film wurde ein Misserfolg. Dies war auch auf einige kurzfristig erforderlich gewordene Änderungen zurückzuführen: Eigentlich war die Uraufführung für den 7. November 1927 geplant gewesen. Doch diese wurde kurzfristig abgesagt, da Stalin unmittelbar zuvor Anweisung gab, die Szenen mit seinem soeben entmachteten Rivalen Leo Trotzki aus dem Film zu nehmen. Es ist unklar, wie Eisensteins ursprüngliche Konzeption von Oktober war, da der Film letztlich unfertig blieb und zudem mehrere Szenen verloren gegangen sind.
Das Filmmuseum München hat für den Fernsehsender ARTE eine Neurekonstruktion des Films vorgenommen, die am 10. Februar 2012 auf der Berlinale präsentiert wurde. Hierzu wurde die Filmmusik von Edmund Meisel durch den Komponisten Bernd Thewes rekonstruiert und vom Rundfunk-Sinfonieorchester Berlin unter dem Dirigenten Frank Strobel neu aufgenommen. Die Rekonstruktion enthält auch wieder einige der entfernten Szenen mit Trotzki.